# 首尔交通公社SR000系电力动车组
首尔交通公社SR000系电力动车组（：／）是首尔特別市都市铁道公社的一款通勤型电力动车组，在首尔地铁7号线运营。

## 概况
SR000系电力动车组是首尔特別市都市铁道公社的新型列车，是直流用车辆。在2012年，首爾地鐵7號線温水站至富平區廳站開通時，共引進了8列火車。 764編組由首爾特別市都市鐵道公社於2010年5月生產，並於同年12月28日發布。765至770編組於2011年11月至2012年4月由Rowin负责生產，並於2012年5月11日至12月3日引入。目前运行于首尔地铁7号线，配属于天旺车辆基地。列车客室车门为電動内藏门，每节车厢共4对车门，列车在两端设有紧急出口，均为8辆编组。

## 使用情况

### 第1批
第1批为SR001（车组编号为764）和SR002（车组编号为765），本款列车和7000系列车的最大不同在于：列车客室座位虽为竖排座位，但却位于车厢中间。

### 第2批
第2批为SR003（车组编号为766）至SR007（车组编号为770），座位分布和地铁一样；目前SR007披上全广。